# Fürjes Imre
Fürjes Imre (1922–1997) labdarúgó, fedezet.

## Pályafutása
1948 és 1950 között a MATEOSZ MSE labdarúgója volt. Az élvonalban 1948. december 5-én mutatkozott be a Tatabánya ellen, ahol csapata 3–1-es vereséget szenvedett. Az 1950-es és 1951-es idényekben a Bp. Dózsa együttesében szerepelt. Mindkétszer tagja volt a bronzérmes csapatnak. 1952 és 1955 között a Vasas Izzó játékosa volt. Az élvonalban összesen 123 alkalommal lépett a pályára és hét gólt szerzett.

## Sikerei, díjai
- Magyar bajnokság
  - 3.: 1950-ősz, 1951
- A Magyar Népköztársaság kiváló sportolója (1951)[2]